# Barton Blount
Barton Blount est une paroisse civile et un village du Derbyshire, en Angleterre.